# Kunstkamera
De Kunstkamera (Russisch: Кунсткамера, van het Duitse Kunstkammer) is een barok paleis in de Russische stad Sint-Petersburg. Het is het oudste museum van Rusland en huisvest sinds de opening in 1728 het 'Peter de Grote-museum voor antropologie en etnografie', genoemd naar de oprichter, tsaar Peter de Grote. De collectie van het museum omvat bijna twee miljoen antropologische en etnografische objecten.

## Geschiedenis

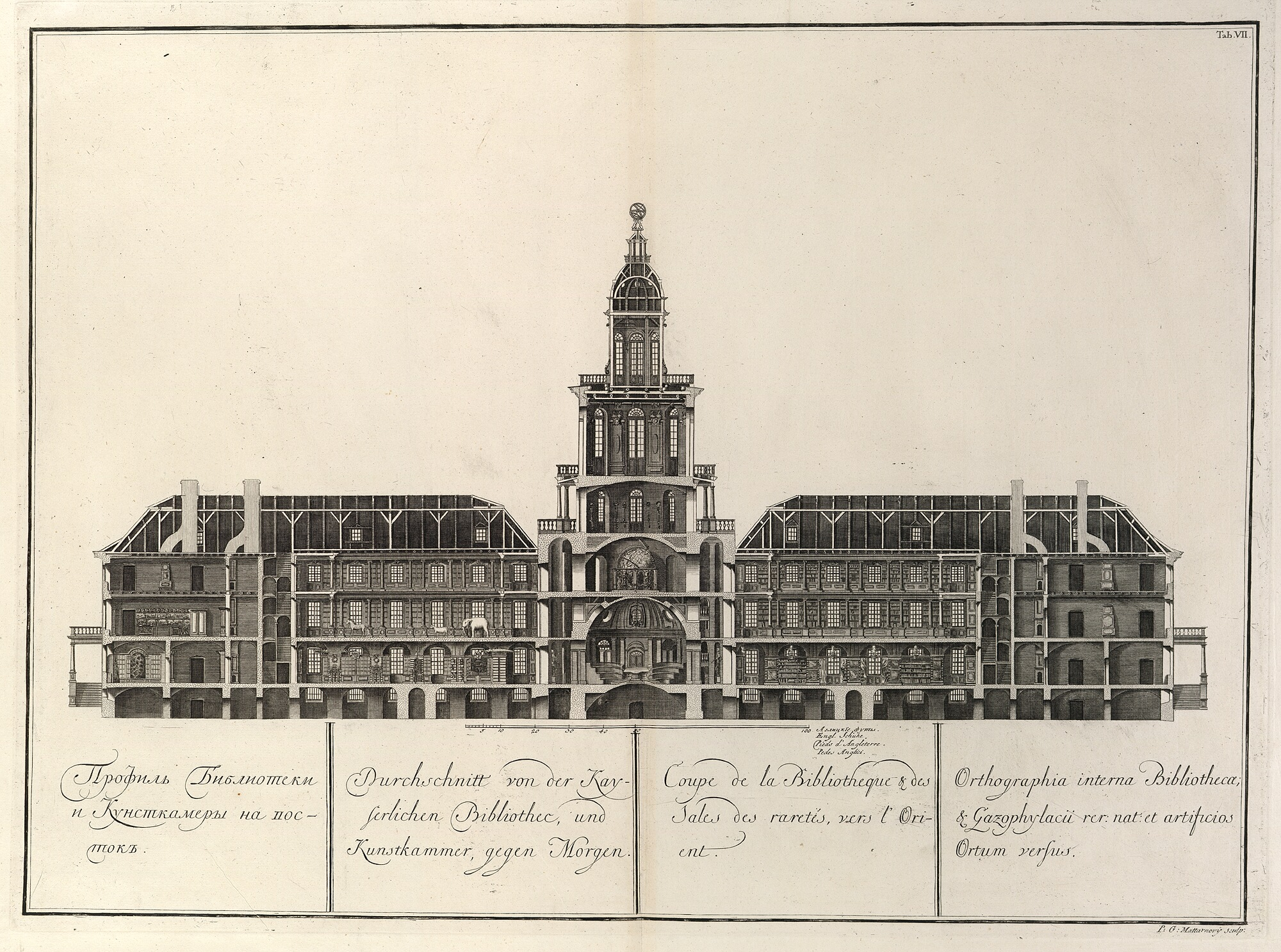
Doorsnede van de Kunstkamera op een afbeelding uit 1741

In 1714 gaf Peter de Grote aan zijn dokter Robert Areskin opdracht tot de verplaatsing van zijn privécollectie van Moskou naar Sint-Petersburg. De collectie bestond uit een kunst- en rariteitenkabinet, wiskundige, natuurkundige en scheikundige instrumenten en boeken uit de bibliotheek van de tsaar en werd ondergebracht in het Zomerpaleis. Een deel van de collectie was afkomstig uit Amsterdam, waar Peter de verzamelingen van Albertus Seba en Frederik Ruysch overnam. Peter de Grote ontving graag internationale gezanten in het museum en gaf zijn belangrijke gasten standaard een rondleiding door het museum.
In 1719 werd de eerste openbare expositie geopend en werd besloten tot de bouw van een eigen onderkomen voor de collectie. Peter de Grote koos voor een locatie in het centrum van de toenmalige hoofdstad van Rusland, aan de oever van de rivier de Neva, tegenover de Admiraliteit. Vanaf december 1726 werd de collectie overgebracht naar de nieuwe locatie. Met het museum, dat in november 1728 werd geopend, wilde Peter de Grote de Russische bevolking dichter bij de wetenschap brengen, de toegang was dan ook gratis. Het was het eerste gebouw ter wereld dat speciaal werd gebouwd om als museum te dienen en werd gebouwd naar een eerste ontwerp van architect Andreas Schlüter. De bouw werd voltooid in 1734.
In de jaren 30 van de 19e eeuw werd de collectie van de Kunstkamera verdeeld over een aantal nieuwe gespecialiseerde musea. De Kunstkamera werd in 1878 een Museum van Antropologie en Etnografie. De focus van de tentoonstellingen kwam te liggen op culturen en tradities van volken uit alle delen van de wereld.
Publiekstrekker is de collectie menselijk preparaten vervaardigd door Frederik Ruysch en aangekocht door Peter de Grote. Een onderdeel van de anatomische collectie was vroeger ook het in alcohol geconserveerde hoofd van Willem Mons, de broer van Anna Mons, een Nederlandse koopmansdochter en minnares van Peter de Grote. Een andere bezitting is de enorme Globe van Gottorf.
Sinds 1992 is de Kunstkamera een onafhankelijk museum en onderzoeksinstituut binnen de historische afdeling van de Russische Academie van Wetenschappen. De volledige naam luidt nu: "Museum voor Antropologie en Etnografie (Kunstkamera) genaamd Peter de Grote van de Russische Academie van Wetenschappen (Музей антропологии и этнографии (Кунсткамера) им. Петра Великого РАН).

## Lijst van directeurs

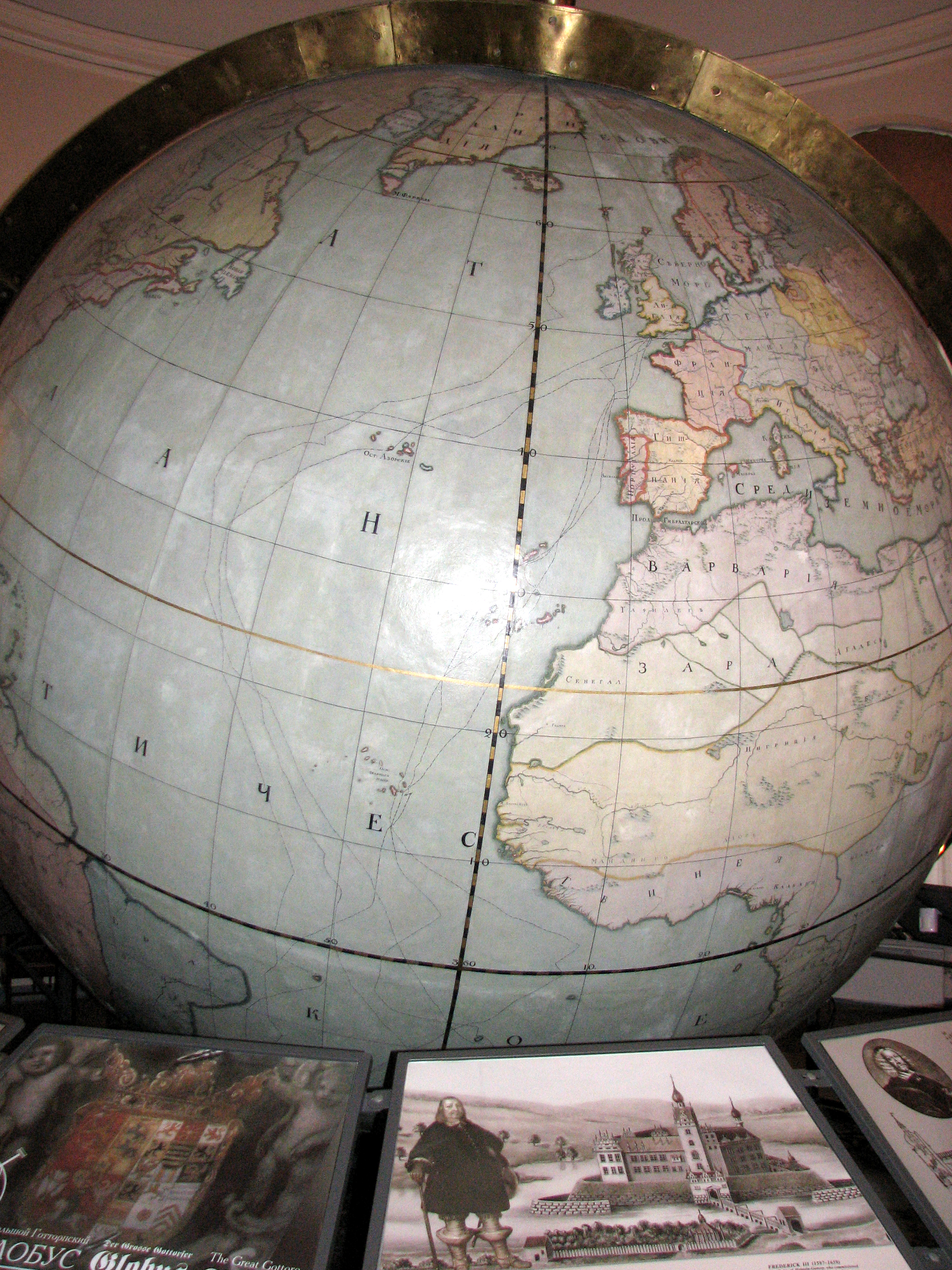
De Globe van Gottorf

- Leopold von Schrenck (1879-1894)
- Vassili Radlov (1894-1918)
- Vassili Bartold (1918-1921)
- Efim Karski (1921-1930)
- Nikolaï Matorin (1930-1933)
- Ivan Mesjaninov (1934–1937)
- Nikolai Kisljakov (1945-1948)
- Nikolai Girenko (1991-1992)
- Alexander Myl'nikov (1992-1997)
- Chuner Taksami (1997-2001)
- Joeri Tsjistov (2001-heden)